# Atletica leggera ai X Giochi paralimpici estivi
L'atletica leggera ai X Giochi paralimpici estivi di Atlanta si è svolta dal 16 al 25 agosto 1996 al Centennial Olympic Stadium. Hanno gareggiato 85 nazioni, con 908 partecipanti (711 uomini e 197 donne), per un totale di 210 eventi, di cui 155 maschili e 55 femminili.

## Medagliere

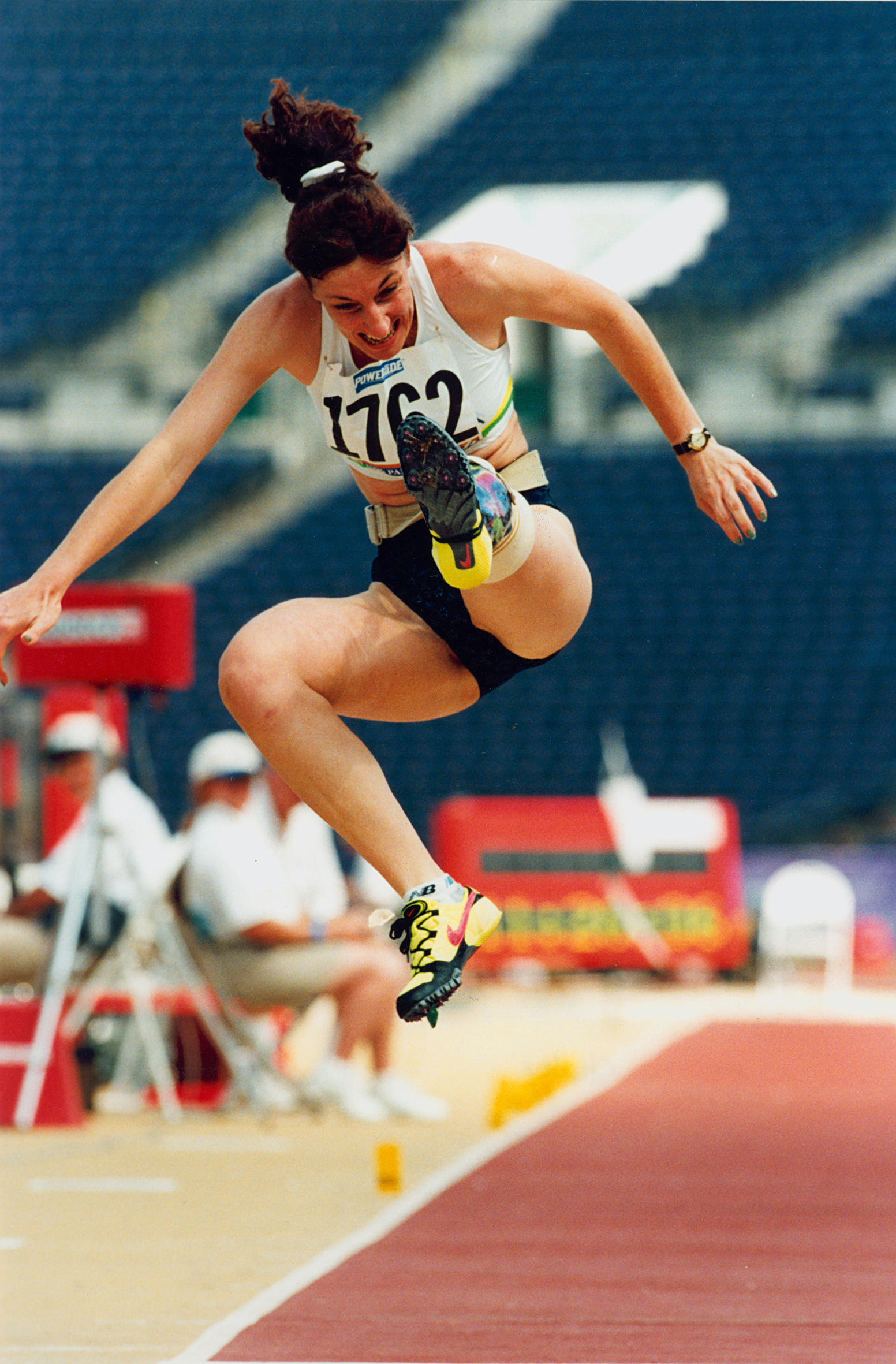
L'atleta australiana Frances Stanley gareggia nel salto in lungo F44 ai Atlanta Paralympic Games 1996; finisce al sesto posto

## Nazioni partecipanti
- Algeria (7)
- Angola (2)
- Argentina (6)
- Australia (42)
- Austria (18)
- Azerbaigian (1)
- Bahrein (4)
- Belgio (11)
- Bielorussia (8)
- Bosnia ed Erzegovina (2)
- Brasile (12)
- Bulgaria (4)
- Canada (40)
- Cina (15)
- Cipro (3)
- Colombia (2)
- Corea del Sud (6)
- Costa d'Avorio (1)
- Croazia (3)
- Cuba (8)
- Danimarca (3)
- Ecuador (2)
- Egitto (17)
- Emirati Arabi Uniti (4)
- Estonia (4)
- Figi (2)
- Finlandia (12)
- Francia (21)
- Germania (61)
- Giamaica (3)
- Giappone (19)
- Giordania (4)
- Grecia (11)
- Honduras (2)
- Hong Kong (5)
- India (7)
- Iran (7)
- Irlanda (28)
- Islanda (2)
- Israele (3)
- Italia (18)
- Jugoslavia (2)
- Kenya (16)
- Kuwait (11)
- Lettonia (5)
- Lituania (8)
- Macao (1)
- Malaysia (3)
- Marocco (2)
- Mauritius (2)
- Messico (15)
- Moldavia (3)
- Nigeria (1)
- Norvegia (4)
- Nuova Zelanda (7)
- Oman (2)
- Paesi Bassi (7)
- Panama (1)
- Polonia (17)
- Portogallo (12)
- Porto Rico (2)
- Regno Unito (62)
- Rep. Ceca (14)
- Rep. Dominicana (2)
- Russia (20)
- Sierra Leone (1)
- Singapore (1)
- Slovacchia (4)
- Slovenia (4)
- Spagna (59)
- Sri Lanka (1)
- Stati Uniti (109)
- Sudafrica (18)
- Svezia (15)
- Svizzera (18)
- Taipei cinese (4)
- Thailandia (3)
- Tunisia (3)
- Ucraina (7)
- Ungheria (6)
- Uruguay (1)
- Venezuela (1)
- Zambia (1)
- Zimbabwe (2)

## Medagliere[2]
Nazione ospitante 
| Posizione | Paese           | Oro | Argento | Bronzo | Totale |
| --------- | --------------- | --- | ------- | ------ | ------ |
| 1         | Stati Uniti     | 22  | 24      | 32     | 78     |
| 2         | Spagna          | 21  | 15      | 13     | 49     |
| 3         | Australia       | 19  | 12      | 12     | 43     |
| 4         | Regno Unito     | 12  | 14      | 16     | 42     |
| 5         | Germania        | 10  | 24      | 18     | 52     |
| 6         | Canada          | 10  | 16      | 13     | 39     |
| 7         | Svizzera        | 9   | 3       | 6      | 18     |
| 8         | Cina            | 8   | 7       | 2      | 17     |
| 9         | Cuba            | 8   | 3       | 0      | 11     |
| 10        | Egitto          | 7   | 6       | 9      | 22     |
| 11        | Sudafrica       | 7   | 4       | 4      | 15     |
| 12        | Iran            | 7   | 4       | 1      | 12     |
| 13        | Polonia         | 6   | 6       | 2      | 14     |
| 14        | Russia          | 6   | 3       | 4      | 13     |
| 15        | Francia         | 5   | 7       | 8      | 20     |
| 16        | Giappone        | 5   | 5       | 2      | 12     |
| 17        | Italia          | 4   | 4       | 5      | 13     |
| 18        | Belgio          | 4   | 4       | 2      | 10     |
| 19        | Portogallo      | 4   | 1       | 3      | 8      |
| 20        | Messico         | 3   | 4       | 4      | 11     |
| 21        | Bielorussia     | 3   | 3       | 7      | 13     |
| 22        | Lituania        | 3   | 2       | 5      | 10     |
| 23        | Nuova Zelanda   | 2   | 3       | 1      | 6      |
| 24        | Algeria         | 2   | 2       | 3      | 7      |
| 25        | Nigeria         | 2   | 1       | 0      | 3      |
| 26        | Corea del Sud   | 2   | 0       | 2      | 4      |
| 27        | Costa d'Avorio  | 2   | 0       | 0      | 2      |
| 27        | Panama          | 2   | 0       | 0      | 2      |
| 29        | Svezia          | 1   | 5       | 3      | 9      |
| 30        | Rep. Ceca       | 1   | 3       | 1      | 5      |
| 31        | Austria         | 1   | 2       | 3      | 6      |
| 32        | Estonia         | 1   | 2       | 2      | 5      |
| 33        | Argentina       | 1   | 2       | 0      | 3      |
| 34        | Kuwait          | 1   | 1       | 1      | 3      |
| 34        | Ucraina         | 1   | 1       | 1      | 3      |
| 36        | Finlandia       | 1   | 1       | 0      | 2      |
| 36        | Kenya           | 1   | 1       | 0      | 2      |
| 38        | Irlanda         | 1   | 0       | 5      | 6      |
| 39        | Grecia          | 1   | 0       | 2      | 3      |
| 39        | Paesi Bassi     | 1   | 0       | 2      | 3      |
| 41        | Hong Kong       | 1   | 0       | 1      | 2      |
| 41        | Slovacchia      | 1   | 0       | 1      | 2      |
| 43        | Rep. Dominicana | 1   | 0       | 0      | 1      |
| 44        | Brasile         | 0   | 5       | 6      | 11     |
| 45        | Islanda         | 0   | 3       | 0      | 3      |
| 46        | Tunisia         | 0   | 2       | 0      | 2      |
| 47        | Danimarca       | 0   | 1       | 1      | 2      |
| 47        | Slovenia        | 0   | 1       | 1      | 2      |
| 49        | Israele         | 0   | 1       | 0      | 1      |
| 49        | Giordania       | 0   | 1       | 0      | 1      |
| 51        | Bulgaria        | 0   | 0       | 1      | 1      |
| 51        | Giamaica        | 0   | 0       | 1      | 1      |
| 51        | Moldavia        | 0   | 0       | 1      | 1      |
| 51        | Thailandia      | 0   | 0       | 1      | 1      |
| 51        | Uruguay         | 0   | 0       | 1      | 1      |
| Totale    | Totale          | 210 | 209     | 209    | 628    |

## Podi[3]

### Classificazioni
Agli atleti è stata data una classificazione a seconda del tipo e della portata della loro disabilità. Il sistema di classificazione consente agli atleti di competere contro altri con un analogo livello di funzione.
Le classificazioni ai X Giochi paralimpici estivi sono le seguenti:
- 10-12: atleti ciechi e ipovedenti;
- MH: atleti con disabilità intellettivo-relazionali;
- 32-37: atleti con lesioni cerebrali (gareggiano in carrozzina oppure in piedi);
- 41: atleti che soffrono di nanismo;
- 42-46: atleti con amputazioni o differente lunghezza degli arti;
- 50-57: atleti con una disabilità del midollo spinale, gareggiano in carrozzina;

Le classi sono indicate con dei prefissi: "T" (che significa sulla pista), "F" (sul campo) e "P" (gli eventi di pentathlon).

### Gare maschili
| Evento                 | Cat.   | Oro                                                                                                   | Argento                                                                  | Bronzo                                                                   |
| ---------------------- | ------ | --- | ------------------------------------------------------------------------ | ------------------------------------------------------------------------ |
| 100 m                  | T10    | Julio Requena                                                                                         | José Manuel Rodríguez Ibáñez                                             | Andrew Curtis                                                            |
| 100 m                  | T11    | Juan Antonio Prieto                                                                                   | Miroslaw Pych                                                            | Jorge Núñez Piris                                                        |
| 100 m                  | T12    | Aldo Manganaro                                                                                        | Enrique Cepeda Caballero                                                 | Leroi Court                                                              |
| 100 m                  | T32    | Lachlan Jones                                                                                         | Joseph Radmore                                                           | Paul Williams                                                            |
| 100 m                  | T33    | Ross Davis                                                                                            | Gunnar Krantz                                                            | David Larson                                                             |
| 100 m                  | T34    | Néstor Suarez                                                                                         | Jaime Romaguera                                                          | Paul Hughes                                                              |
| 100 m                  | T35    | Du Chun Kim                                                                                           | Fernando Gómez Doblas                                                    | Freeman Register                                                         |
| 100 m                  | T36    | Mohamed Allek                                                                                         | Peter Haber                                                              | Ahmed Hassan Mahmoud                                                     |
| 100 m                  | T37    | Stephen Payton                                                                                        | Lincoln Scott                                                            | Douglas Amador                                                           |
| 100 m                  | T42    | Lukas Christen                                                                                        | Paul Gregori                                                             | Todd Schaffhauser                                                        |
| 100 m                  | T43–44 | Tony Volpentest                                                                                       | Neil Fuller                                                              | Bradley Thomas                                                           |
| 100 m                  | T45–46 | Ajibola Adeoye                                                                                        | Geir Sverrisson                                                          | Klaus Felser                                                             |
| 100 m                  | T51    | Paul Nitz                                                                                             | André Beaudoin                                                           | Dean Bergeron                                                            |
| 100 m                  | T52    | John Lindsay                                                                                          | Yasuhiro Une                                                             | Matthew Parry                                                            |
| 100 m                  | T53    | David Holding                                                                                         | Håkan Eriksson                                                           | Claude Issorat                                                           |
| 200 m                  | MH     | Nigel Bourne                                                                                          | Tico Clawson                                                             | Kenneth Colaine                                                          |
| 200 m                  | T10    | Julio Requena                                                                                         | Andrew Curtis                                                            | Jorge Llerena                                                            |
| 200 m                  | T11    | Omar Turro Moya                                                                                       | Juan Antonio Prieto                                                      | Holger Geffers                                                           |
| 200 m                  | T12    | Robert Jiménez                                                                                        | Aldo Manganaro                                                           | Arthur Lewis                                                             |
| 200 m                  | T34–35 | Freeman Register                                                                                      | Fernando Gómez Doblas                                                    | Du Chun Kim                                                              |
| 200 m                  | T36    | Mohamed Allek                                                                                         | Peter Haber                                                              | Ahmed Hassan Mahmoud                                                     |
| 200 m                  | T37    | Stephen Payton                                                                                        | Douglas Amador                                                           | Darren Thrupp                                                            |
| 200 m                  | T42    | Lukas Christen                                                                                        | Paul Gregori                                                             | Lothar Overesch                                                          |
| 200 m                  | T43–44 | Tony Volpentest                                                                                       | Neil Fuller                                                              | Patrick Stoll                                                            |
| 200 m                  | T45–46 | Ajibola Adeoye                                                                                        | Geir Sverrisson                                                          | Daniel Louw                                                              |
| 200 m                  | T51    | Dean Bergeron                                                                                         | Shawn Meredith                                                           | Bradley Ramage                                                           |
| 200 m                  | T52    | Yasuhiro Une                                                                                          | John Lindsay                                                             | Wolfgang Petersen                                                        |
| 200 m                  | T53    | Claude Issorat                                                                                        | Håkan Eriksson                                                           | David Holding                                                            |
| 400 m                  | T10    | Domingos Ramião Gomes                                                                                 | José Luis Tovar                                                          | Carlos Conceição Lopes                                                   |
| 400 m                  | T11    | Omar Turro Moya                                                                                       | Sergio Sánchez Hernández                                                 | Ingo Geffers                                                             |
| 400 m                  | T12    | Ambrosio Zaldivar                                                                                     | Youcef Boudjeltia                                                        | Aldo Manganaro                                                           |
| 400 m                  | T32–33 | David Larson                                                                                          | Gunnar Krantz                                                            | Ross Davis                                                               |
| 400 m                  | T34–35 | Du Chun Kim                                                                                           | Fernando Gómez Doblas                                                    | Richard Collins                                                          |
| 400 m                  | T36    | Ahmed Hassan Mahmoud                                                                                  | Lamouri Rahmouni                                                         | Yiu Cheung Cheung                                                        |
| 400 m                  | T37    | Stephen Payton                                                                                        | Malcolm Pringle                                                          | José Manuel González                                                     |
| 400 m                  | T42–46 | Oumar Basakoulba Kone                                                                                 | Geir Sverrisson                                                          | Patrice Gerges                                                           |
| 400 m                  | T50    | Alvise De Vidi                                                                                        | Tim Johansson                                                            | Giuseppe Forni                                                           |
| 400 m                  | T51    | Shawn Meredith                                                                                        | Dean Bergeron                                                            | André Beaudoin                                                           |
| 400 m                  | T52    | Winfried Sigg                                                                                         | Markus Pilz                                                              | John Lindsay                                                             |
| 400 m                  | T53    | Claude Issorat\|                                                                                      | Jeff Adams                                                               | Jeferey Muralt                                                           |
| 800 m                  | T10    | Domingos Ramião Gomes                                                                                 | Paulo de Almeida Coelho                                                  | Pedro Delgado Martín                                                     |
| 800 m                  | T11    | José Antonio Sánchez Medina                                                                           | José Saura                                                               | Ruben Delgado                                                            |
| 800 m                  | T34–36 | Joseph Parker                                                                                         | Andrzej Wrobel                                                           | Faouzi Bellele                                                           |
| 800 m                  | T37    | Malcolm Pringle                                                                                       | John Nethercott                                                          | Manfred Kooy                                                             |
| 800 m                  | T44–46 | Oumar Basakoulba Kone                                                                                 | David Evans                                                              | Bachir Zergoune                                                          |
| 800 m                  | T50    | Alvise De Vidi                                                                                        | Fabian Blattman                                                          | Bart Dodson                                                              |
| 800 m                  | T51    | Shawn Meredith                                                                                        | Dean Bergeron                                                            | Per Vesterlund                                                           |
| 800 m                  | T52    | Steve Orens                                                                                           | Heinz Frei                                                               | Marc Quessy                                                              |
| 800 m                  | T53    | Jeff Adams                                                                                            | Scot Hollonbeck                                                          | Mustapha Badid                                                           |
| 1500 m                 | T10    | Paulo de Almeida Coelho                                                                               | Robert Matthews                                                          | Henry Willis                                                             |
| 1500 m                 | T11    | José Antonio Sánchez Medina                                                                           | Cesar Carlavilla                                                         | Saulius Leonavicius                                                      |
| 1500 m                 | T12    | Said Gomez                                                                                            | Stuart McGregor                                                          | Christophe Carayon                                                       |
| 1500 m                 | T34–37 | Andrzej Wrobel                                                                                        | Malcolm Pringle                                                          | Faouzi Bellele                                                           |
| 1500 m                 | T44–46 | David Evans                                                                                           | Yanjian Wu                                                               | Emmanuel Lacroix                                                         |
| 1500 m                 | T50    | Fabian Blattman                                                                                       | Alvise De Vidi                                                           | Tim Johansson                                                            |
| 1500 m                 | T51    | Per Vesterlund                                                                                        | Dean Bergeron                                                            | Clayton Gerein                                                           |
| 1500 m                 | T52–53 | Heinz Frei                                                                                            | Scot Hollonbeck                                                          | Philippe Couprie                                                         |
| 5000 m                 | T10    | Paulo de Almeida Coelho                                                                               | Alejandro Guerrero                                                       | Henry Willis                                                             |
| 5000 m                 | T11    | Noel Thatcher                                                                                         | Kestutis Bartkenas                                                       | Waldemar Kikolski                                                        |
| 5000 m                 | T12    | Said Gomez                                                                                            | Diosmani González Santana                                                | Ildar Pomykalov                                                          |
| 5000 m                 | T34–37 | Joseph Parker                                                                                         | Faouzi Bellele                                                           | Benny Govaerts                                                           |
| 5000 m                 | T44–46 | José Javier Conde                                                                                     | Yanjian Wu                                                               | Emmanuel Lacroix                                                         |
| 5000 m                 | T51    | Clayton Gerein                                                                                        | Greg Smith                                                               | Patrick Cottini                                                          |
| 5000 m                 | T52–53 | Saúl Mendoza                                                                                          | Steve Orens                                                              | Franz Nietlispach                                                        |
| 10000 m                | T10    | Alejandro Guerrero                                                                                    | Henry Willis                                                             | Carlos Amaral Ferreira                                                   |
| 10000 m                | T11    | Noel Thatcher                                                                                         | Waldemar Kikolski                                                        | Kestutis Bartkenas                                                       |
| 10000 m                | T12    | Diosmani González Santana                                                                             | Mark Farnell                                                             | Nikolai Tchoumak                                                         |
| 10000 m                | T52–53 | Heinz Frei                                                                                            | Steve Orens                                                              | Prasopchoke Klunngern                                                    |
| Maratona               | T10    | Harumi Yanagawa                                                                                       | Carlo Durante                                                            | Nicolas Ledezma                                                          |
| Maratona               | T11    | Waldemar Kikolski                                                                                     | Tomasz Chmurzynski                                                       | Francisco Javier Pérez Canduelas                                         |
| Maratona               | T12    | Anton Sluka                                                                                           | Mark Farnell                                                             | J. Onofre da Costa                                                       |
| Maratona               | T42–46 | José Javier Conde                                                                                     | Joseba Larrinaga                                                         | Mark Brown                                                               |
| Maratona               | T50    | Heinrich Koeberle                                                                                     | Bart Dodson                                                              | Tim Johansson                                                            |
| Maratona               | T51    | Brent McMahon                                                                                         | Clayton Gerein                                                           | Patrick Cottini                                                          |
| Maratona               | T52–53 | Franz Nietlispach                                                                                     | Kazuya Murozuka                                                          | Heinz Frei                                                               |
| Staffetta 4×100 m      | T10–12 | Spagna Juan Antonio Prieto Jorge Núñez Piris Enrique Sánchez-Guijo Julio Requena                      | Germania Gerd Franzka Joerg Trippen-Hilgers Ingo Geffers Holger Geffers  | Stati Uniti Winford Haynes Andre Asbury Marvin Campbell Arthur Lewis     |
| Staffetta 4×100 m      | T34–37 | Hong Kong Shing Chung Chan Kwok Pang Chao Yiu Cheung Cheung Wa Wai So                                 | Stati Uniti Lincoln Scott Jason Tercey Freeman Register Ryan Blankenship | Regno Unito Stephen Payton Mark Newton Richard Collins Gordon Robertson  |
| Staffetta 4×100 m      | T42–46 | Australia Tim Matthews Bradley Thomas Neil Fuller David Evans                                         | Austria Sven Reiger Andreas Kramer Manfred Hartl Klaus Felser            | Stati Uniti Matthew Bulow Thomas Bourgeois Dennis Oehler Douglas Collier |
| Staffetta 4×100 m      | T52–53 | Germania                                                                                              | Non assegnate                                                            | Non assegnate                                                            |
| Staffetta 4×400 m      | T10–12 | Spagna Juan Antonio Prieto Sergio Sánchez Hernández Enrique Sánchez-Guijo José Antonio Sánchez Medina | Germania Thomas Validis Holger Geffers Gerd Franzka Ingo Geffers         | Stati Uniti Edward Munro Kelvin Hogans Winford Haynes Craig Mallinckrodt |
| Staffetta 4×400 m      | T52–53 | Francia Claude Issorat Philippe Couprie Charles Tolle Mustapha Badid                                  | Svizzera Franz Nietlispach Heinz Frei Guido Muller Daniel Bogli          | Canada Jeff Adams Carl Marquis Marc Quessy Colin Mathieson               |
| Salto in alto          | F10–11 | Oleg Chepel                                                                                           | Alejo Velez                                                              | Shigeo Yoshihara                                                         |
| Salto in alto          | F42–44 | Bin Hou                                                                                               | Alan Earle                                                               | Juergen Kern                                                             |
| Salto in lungo         | F10    | José Manuel Rodríguez Ibáñez                                                                          | Sergej Sevost'janov                                                      | Sen Wang                                                                 |
| Salto in lungo         | F11    | Stéphane Bozzolo                                                                                      | Moises Esmeralda                                                         | Juan Viedma Castillo                                                     |
| Salto in lungo         | F12    | Enrique Cepeda Caballero                                                                              | Ihar Fartunau                                                            | Kurt van Raefelghem                                                      |
| Salto in lungo         | F34–37 | Darren Thrupp                                                                                         | Peter Haber                                                              | Douglas Amador                                                           |
| Salto in lungo         | F42    | Lukas Christen                                                                                        | Gunther Belitz                                                           | Andreas Siegl                                                            |
| Salto in lungo         | F44    | Urs Kolly                                                                                             | Patrick Stoll                                                            | Bradley Thomas                                                           |
| Salto in lungo         | F45–46 | Rubén Álvarez Serrano                                                                                 | Adeoye Ajibola                                                           | Georgios Toptsis                                                         |
| Salto in lungo         | MH     | Nigel Bourne                                                                                          | Wissem Ben Bahri                                                         | Wardell Gadson                                                           |
| Salto triplo           | F10    | José Manuel Rodríguez Ibáñez                                                                          | Sen Wang                                                                 | Victor Joukovski                                                         |
| Salto triplo           | F11    | Juan Viedma Castillo                                                                                  | Wentao Huang                                                             | Igor Gorbenko                                                            |
| Salto triplo           | F12    | Enrique Cepeda Caballero                                                                              | Ihar Fartunau                                                            | Ulrich Striegel                                                          |
| Salto triplo           | F45–46 | Xuen Zhao                                                                                             | Florian Bohl                                                             | Rubén Álvarez Serrano                                                    |
| Lancio della clava     | F50    | Stephen Miller                                                                                        | James Richardson                                                         | Aaron Little                                                             |
| Lancio del disco       | F10    | Alfonso Fidalgo                                                                                       | Siegmund Turteltaube                                                     | N. Denissevitch                                                          |
| Lancio del disco       | F11    | Sergej Chodakov                                                                                       | Vasyl Lishchynskyi                                                       | Gueorgui Sakelarov                                                       |
| Lancio del disco       | F12    | Hai Tao Sun                                                                                           | Russell Short                                                            | Jason Delesalle                                                          |
| Lancio del disco       | F32–33 | Andreas Mueller                                                                                       | Antoine Delaune                                                          | Stephen Eaton                                                            |
| Lancio del disco       | F34/37 | James Shaw                                                                                            | Denton Johnson                                                           | Paul Williams                                                            |
| Lancio del disco       | F35    | Hossein Agha-Barghchi                                                                                 | Milan Kubala                                                             | Willem Noorduin                                                          |
| Lancio del disco       | F36    | Damien Burroughs                                                                                      | Abdel Jabbar Dhifallah                                                   | Anderson Santos                                                          |
| Lancio del disco       | F41    | Ahmed Dahy                                                                                            | Nachman Wolf                                                             | Ahmed Abd Elgawad                                                        |
| Lancio del disco       | F42    | Gino de Keersmaeker                                                                                   | Horst Beyer                                                              | John Eden                                                                |
| Lancio del disco       | F43–44 | Shawn Brown                                                                                           | Xiuqing Li                                                               | Klaus Kulla                                                              |
| Lancio del disco       | F46    | Jerzy Dabrowski                                                                                       | Tomasz Rebisz                                                            | Ayman Abou Elata                                                         |
| Lancio del disco       | F51    | Ghader Modabber                                                                                       | Horácio Bascioni                                                         | Douglas Heir                                                             |
| Lancio del disco       | F52    | Abdolreza Jokar                                                                                       | Imad Gharbawi                                                            | Gabriel Diaz de Leon                                                     |
| Lancio del disco       | F53    | Leon Labuschagne                                                                                      | Mokhtar Nourafshan                                                       | Francisco Jesus Mendez                                                   |
| Lancio del disco       | F54    | Jacques Martin                                                                                        | Marc Fenn                                                                | Sean O'Grady                                                             |
| Lancio del disco       | F55    | Steyn Humphries                                                                                       | Mohammad Sadeghi Mehryar                                                 | Kevan Baker                                                              |
| Lancio del disco       | F56    | Larry Hughes                                                                                          | Maurizio Nalin                                                           | H. Abdel Latif                                                           |
| Lancio del disco       | F57    | Mohamed Gawad                                                                                         | Hany Elbehiry                                                            | Stephanus Lombaard                                                       |
| Lancio del giavellotto | F10    | Mineho Ozaki                                                                                          | Vytautas Girnius                                                         | Richard Ruffalo                                                          |
| Lancio del giavellotto | F11    | Miroslaw Pych                                                                                         | Siegmund Hegeholz                                                        | Mark Whiteley                                                            |
| Lancio del giavellotto | F12    | Hai Tao Sun                                                                                           | France Gagne                                                             | Thomas Validis                                                           |
| Lancio del giavellotto | F34/37 | Brian Harvey                                                                                          | Paul Williams                                                            | James Shaw                                                               |
| Lancio del giavellotto | F35    | Fahed Al–Mutairi                                                                                      | Keith Gardner                                                            | Yeon Choi                                                                |
| Lancio del giavellotto | F36    | Kenneth Churchill                                                                                     | Jacobus Jonker                                                           | Jaco Janse van Vuuren                                                    |
| Lancio del giavellotto | F41    | Christopher Moori                                                                                     | Ahmed Dahy                                                               | Ahmed Abd Elgawad                                                        |
| Lancio del giavellotto | F42    | Guillermo Perez                                                                                       | Jakob Mathiasen                                                          | Roberto Simonazzi                                                        |
| Lancio del giavellotto | F43–44 | Si Lao Ha                                                                                             | Lutovico Halagahu                                                        | Dirk Mimberg                                                             |
| Lancio del giavellotto | F46    | Joerg Schiedek                                                                                        | Patita Tuipoloto                                                         | Tomasz Rebisz                                                            |
| Lancio del giavellotto | F51    | Ghader Modabber                                                                                       | David MacCalman                                                          | Douglas Heir                                                             |
| Lancio del giavellotto | F52    | Adrián Paz Velázquez                                                                                  | Peter Martin                                                             | Abdolreza Jokar                                                          |
| Lancio del giavellotto | F53    | Mokhtar Nourafshan                                                                                    | Rauno Saunavaara                                                         | Bruce Wallrodt                                                           |
| Lancio del giavellotto | F54    | Mikael Saleva                                                                                         | Jacques Martin                                                           | Janez Roskar                                                             |
| Lancio del giavellotto | F55    | Stefan Danko                                                                                          | Robert Balk                                                              | Mashal Al–Otaibi                                                         |
| Lancio del giavellotto | F56    | Mohammad Reza Mirzaei                                                                                 | Rostislav Pohlmann                                                       | Steyn Humphries                                                          |
| Lancio del giavellotto | F57    | Stephanus Lombaard                                                                                    | Aly Mohamed                                                              | Mohamed Hassan                                                           |
| Getto del peso         | F10    | Alfonso Fidalgo                                                                                       | N. Denissevitch                                                          | Andrés Martínez Sánchez                                                  |
| Getto del peso         | F11    | Vasyl Lishchynskyi                                                                                    | Karl Mayr                                                                | Sergej Chodakov                                                          |
| Getto del peso         | F12    | Hai Tao Sun                                                                                           | Russell Short                                                            | Rolandas Urbonas                                                         |
| Getto del peso         | F32–33 | Hamish MacDonald                                                                                      | Andreas Mueller                                                          | Dan West                                                                 |
| Getto del peso         | F34/37 | James Shaw                                                                                            | Miroslav Janecek                                                         | Roman Kolek                                                              |
| Getto del peso         | F35    | Willem Noorduin                                                                                       | Alex Hermans                                                             | Wolfgang Dubin                                                           |
| Getto del peso         | F36    | Gert van der Merwe                                                                                    | Franjo Izlakar                                                           | Kenneth Churchill                                                        |
| Getto del peso         | F41    | Ahmed Abd Elgawad                                                                                     | Ashraf Elsafi                                                            | Juan Lebrero                                                             |
| Getto del peso         | F42    | Thierry Daubresse                                                                                     | Detlef Eckert                                                            | Horst Beyer                                                              |
| Getto del peso         | F43–44 | Lutovico Halagahu                                                                                     | Joerg Frischmann                                                         | Asa Ison                                                                 |
| Getto del peso         | F46    | Jerzy Dabrowski                                                                                       | Tomasz Rebisz                                                            | Hongru Liu                                                               |
| Getto del peso         | F51    | Ghader Modabber                                                                                       | Douglas Heir                                                             | Hal Merrill                                                              |
| Getto del peso         | F52    | Peter Martin                                                                                          | Josias Lima                                                              | Mauro Maximo                                                             |
| Getto del peso         | F53    | Bruce Wallrodt                                                                                        | Mokhtar Nourafshan                                                       | Jerry Deets                                                              |
| Getto del peso         | F54    | Arnold Astrada                                                                                        | David Dudley                                                             | Stefanos Anargyory                                                       |
| Getto del peso         | F55    | Dimitrios Kostantakas                                                                                 | Mohammad Sadeghi Mehryar                                                 | Terry Giddy                                                              |
| Getto del peso         | F56    | Michael Louwrens                                                                                      | Steyn Humphries                                                          | Maurizio Nalin                                                           |
| Getto del peso         | F57    | Stephanus Lombaard                                                                                    | Hany Elbehiry                                                            | Shaaban El Khatib                                                        |
| Pentathlon             | P10    | Sergej Sevost'janov                                                                                   | Rayk Haucke                                                              | Victor Joukovski                                                         |
| Pentathlon             | P11    | Miroslaw Pych                                                                                         | Stéphane Bozzolo                                                         | Frantisek Godri                                                          |
| Pentathlon             | P12    | Jason Delesalle                                                                                       | Kurt van Raefelghem                                                      | Ihar Fartunau                                                            |
| Pentathlon             | P42    | Horst Beyer                                                                                           | Kerrod McGregor                                                          | Jakob Mathiasen                                                          |
| Pentathlon             | P44    | Urs Kolly                                                                                             | Thomas Bourgeois                                                         | Douglas Collier                                                          |
| Pentathlon             | P53–57 | Maurizio Nalin                                                                                        | Robert Balk                                                              | Jerry Deets                                                              |

### Gare femminili
| Evento                 | Cat.      | Oro                     | Argento                  | Bronzo                  |
| ---------------------- | --------- | ----------------------- | ------------------------ | ----------------------- |
| 100 m                  | T10       | Purificación Santamarta | Ádria Santos             | Raquel Díaz Caro        |
| 100 m                  | T11       | Beatriz Mendoza         | Claire Brunotte          | Maria José Alves        |
| 100 m                  | T32–33    | Noriko Arai             | Linda Mastandrea         | Sheila O'Neil           |
| 100 m                  | T34–35    | Caroline Innes          | Maria Alvarez            | Cornelia Teubner        |
| 100 m                  | T36–37    | Katrina Webb            | Isabelle Foerder         | Alison Quinn            |
| 100 m                  | T42–46    | Annely Ojastu           | Jessica Sachse           | Amy Winters             |
| 100 m                  | T52       | Leann Shannon           | Tanni Grey-Thompson      | Colette Bourgonje       |
| 100 m                  | T53       | Chantal Petitclerc      | Cheri Becerra            | Nicola Jarvis           |
| 200 m                  | MH        | Sharon Rackham          | Tracey Melesko           | Lisa Llorens            |
| 200 m                  | T10       | Purificación Santamarta | Ádria Santos             | Maria Ligorio           |
| 200 m                  | T11       | Beatriz Mendoza         | Claire Brunotte          | Maria José Alves        |
| 200 m                  | T32–33    | Linda Mastandrea        | Noriko Arai              | Mary Rice               |
| 200 m                  | T34–37    | Katrina Webb            | Isabelle Foerder         | Alicia Martinez         |
| 200 m                  | T42–46    | Amy Winters             | Annely Ojastu            | Iryna Leantsiuk         |
| 200 m                  | T51       | Cristeen Smith          | Leticia Torres           | Ursina Greuter          |
| 200 m                  | T52       | Leann Shannon           | Tanni Grey-Thompson      | Colette Bourgonje       |
| 200 m                  | T53       | Chantal Petitclerc      | Cheri Becerra            | Nicola Jarvis           |
| 400 m                  | T10       | Purificación Santamarta | Ádria Santos             | Maria Ligorio           |
| 400 m                  | T11       | Rima Batalova           | Maria Ortega             | Elena Jdanova           |
| 400 m                  | T51       | Ursina Greuter          | Jean Waters              | Leticia Torres          |
| 400 m                  | T52       | Leann Shannon           | Tanni Grey-Thompson      | Joelle Vogel            |
| 400 m                  | T53       | Louise Sauvage          | Chantal Petitclerc       | Cheri Becerra           |
| 800 m                  | T10–11    | Rima Batalova           | Claudia Meier            | Sigita Markeviciene     |
| 800 m                  | T51       | Teruyo Tanaka           | Cristeen Smith           | Ursina Greuter          |
| 800 m                  | T52       | Tanni Grey-Thompson     | Leann Shannon            | Ann Walters             |
| 800 m                  | T53       | Louise Sauvage          | Chantal Petitclerc       | Cheri Becerra           |
| 1500 m                 | T10–11    | Rima Batalova           | Claudia Meier            | Sigita Markeviciene     |
| 1500 m                 | T52–53    | Louise Sauvage          | Chantal Petitclerc       | Jean Driscoll           |
| 3000 m                 | T10–11    | Rima Batalova           | Claudia Meier            | Samanta Meneghelli      |
| 5000 m                 | T52–53    | Louise Sauvage          | Jean Driscoll            | Kazu Hatanaka           |
| 10000 m                | T52–53    | Jean Driscoll           | Kazu Hatanaka            | Lily Anggreny           |
| Maratona               | T52–53    | Jean Driscoll           | Kazu Hatanaka            | Deanna Sodoma           |
| Salto in lungo         | F10–11    | Magdalena Amo           | Rosalía Lázaro           | Purificación Ortiz      |
| Salto in lungo         | F34–37    | Aldona Grigaliuniene    | Katrina Webb             | Carmen Storch           |
| Salto in lungo         | F42–46    | Iryna Leantsiuk         | Annely Ojastu            | Alice Basford           |
| Salto in lungo         | MH        | Lisa Llorens            | Tracey Melesko           | Malle Juhkam            |
| Lancio del disco       | F10–11    | Liudis Massó Beliser    | Hong Yan Xu              | Ljiljana Ljubisic       |
| Lancio del disco       | F12       | Bridie Lynch            | Courtney Knight          | Tamara Sivakova         |
| Lancio del disco       | F34/35    | Ellen Hyman             | María Angélica Rodríguez | Kris Hodgins            |
| Lancio del disco       | F41       | Malda Baumgarte         | Araceli Castro           | Catalina Rosales        |
| Lancio del disco       | F42–44/46 | Jennifer Barrett        | Hong Ping Wu             | Britta Jaenicke         |
| Lancio del disco       | F53–54    | Marianne Buggenhagen    | Laura Schwanger          | Martina Willing         |
| Lancio del disco       | F55–57    | Karima Feleifal         | Mervat Omar              | Suely Guimarães         |
| Lancio del giavellotto | F10–11    | Marianne van Brussel    | Liudis Massó Beliser     | Yadviha Skorabahataya   |
| Lancio del giavellotto | F42–44/46 | Andrea Scherney         | Tatiana Mezinova         | Natalia Kletskova       |
| Lancio del giavellotto | F53–54    | Martina Willing         | Laura Schwanger          | Marianne Buggenhagen    |
| Lancio del giavellotto | F55–57    | Zakia Abdin             | Mary Nakhumicha          | Sylvia Grant            |
| Getto del peso         | F10–11    | Hong Yan Xu             | Jodi Willis-Roberts      | Ljiljana Ljubisic       |
| Getto del peso         | F12       | Tamara Sivakova         | Marla Runyan             | Bridie Lynch            |
| Getto del peso         | F32–33    | Birgit Pohl             | Janice Lawton            | Sharon Rice             |
| Getto del peso         | F41       | Malda Baumgarte         | Catalina Rosales         | Grainne Barrett-Condron |
| Getto del peso         | F42–44/46 | Hong Ping Wu            | Britta Jaenicke          | Jennifer Barrett        |
| Getto del peso         | F53–54    | Marianne Buggenhagen    | Laura Schwanger          | Martina Willing         |
| Getto del peso         | F55–57    | Mervat Omar             | Zakia Abdin              | Sohir Elkoumy           |
| Pentathlon             | P10–12    | Marla Runyan            | Olga Tchourkina          | Helena Silm             |